# Uruguay en los Juegos Olímpicos de Atlanta 1996
Uruguay estuvo representado en los Juegos Olímpicos de Atlanta 1996 por un total de 14 deportistas, 12 hombres y 2 mujeres, que compitieron en 8 deportes.
El portador de la bandera en la ceremonia de apertura fue el tenista Marcelo Filippini. El equipo olímpico uruguayo no obtuvo ninguna medalla en estos Juegos.